# اولیور اولسن
اولیور اولسن (انگلیسی: Oliver Olsen؛ زادهٔ ۱۳ اوت ۲۰۰۰) بازیکن فوتبال است.
از باشگاه‌هایی که در آن بازی کرده‌است می‌توان به باشگاه فوتبال میتیولن اشاره کرد.